# トポケ族
トポケ族 (誤ってエソ族とも呼ばれる)はコンゴ川の南のイサンギ地区に住む民族である。彼らはバントゥー語群のソコ・ケレ語群のポケ語(プキ、トフォケ、トポケ、トヴォケとも呼ばれる)を話す。

## 場所
トポケ族はイサンギ地区の3大民族の1つである。他の2つはロケレ族とトゥルンブ族である。彼らの主要領域は南緯0〜2度、東経23〜25度の地域に存在する。領域の中心はコンゴ川とロナミ川の間の一角にある。イランビは彼らの共同体の1つである。もう1つのトポケ族の集団はヤリカンジャとヤノンゲの間の地域に住んでいる。この一般的に"リコロのトポケ"として知られる集団は、アラブ人奴隷の地域への流入に伴う人口移動によってそこに移住した。トポケ族はコンゴ川の北、ウバンギ川とウエレ川の流域から来たと考えられている。トポケ族はバボア族とザンデ族に脅かされた事でその土地を放棄した。トポケ族は南進中、最初にコンゴ川右岸のアルウィミ川周辺に定住した。そこからトポケ族は川を越えて現在の定住地に移動した。その際、先住していたバンガンド族とバンボレ族を更に南に追いやっている。トポケ族とモンガンドゥ族、バンボレ族には文化的類似性がある。1984年の統計によると、トポケ族はイサンギ地区の人口の52.38%(総人口24万5548人の内12万8613人)を占めた。

## 植民地になる前
トポケ文化では音楽と踊りが重要な役割を果たした。特に音楽は洗練された高い段階に達していた。トポケ族は広範囲商業の長い伝統を持っており、現金や通貨代わりの鉄の投槍で売買をしていた。借金の不払いによって定期的に決闘が行われ、武器として投槍が用いられた。槍はトポケ語ではンドアと呼ばれ、それはロケレ語では結婚を意味した。男性奴隷を30人買う際には、40人以上の女性奴隷が必要とされた。トポケ族は多妻制で、重要な訪問者に食料と住居を与えるのと同様に性交用女性を提供するのが普通だった。この習慣は植民地時代にも続いた。しかしながら、時折植民地行政官によるトポケ族女性への性的虐待が、夫達による毒を用いた報復に繋がった。

## 植民地時代とその後
ロマミ会社は1898年に設立され、1899年には現地住民にゴムの栽培を強制し始めた。1905年には2人の会社付白人警察官がヤボイラ族の戦士に殺された。元アルウィミ地区委員のPimpurnaux氏は罰として遠征を行った。トポケ族男性の1人が殺人罪で1905年11月にバソコで絞首刑に処された。赤道上のシュアパ川流域のボンドンベのモンゴ地区のトポケ族の数家族は、1905年のトポケ遠征で避難した人々の末裔である。ゴム栽培者として働く事への抵抗は広まり、アラブ占領時代の奴隷制と同様の強制労働から逃げるために沼地の隠れ場所に撤退した男性と多くに人が共に行動した。トポケ族は1930年代までは比較的伝道活動と賃金労働と無縁だった。第二次世界大戦後、トポケ族はキサンガニに未訓練労働者として移動を始めたが、より訓練された都市住民に対して不利だった。しかしながら、1975年までには多くのトポケ族がビジネスマンや知識階級、大学生になった。